# Кокосови острови
Вижте пояснителната страница за други значения на Кокос.
Кокосовите острови или Острови Килинг (на английски: Cocos (Keeling) Islands) са островна територия на Австралия.

## География
Островите са разположени в Индийския океан, на 2768 км северозападно от Австралия. Групирани са в 2 атола (Южен и Северен Килинг), общо от 28 коралови острова, като само три от тях са населени. Общата им площ е 14,2 км2. Брегова линия – 52 км.

## Население
- Население – 544 жители (2016 г.). Гъстота – 42 жители на км2.
- Етнически състав – малайци 58,5%, вестиндийци (преселници от Антилските о-ви) 36,7%, англичани и австралийци 4,8%.
- Официален език – няма (де факто английски и кокоски малайски).
- Азбука – латиница.
- Неграмотни – 11%.
- Религиозен състав – мюсюлмани (сунити) 58,5%, християни (протестанти) 41,5%.
- Административен център – Бантам Вилидж (390 жители).

По данни от преброяването от 2016 г. населението е 544 жители.

## История
- 1609 г. – открити от английския мореплавател капитан Уилям Килинг;
- 1826 – 1827 г. – основани са първите постоянни селища на островите;
- 1857 г. – анексирани официално от Великобритания;
- 1878 г. – под управлението на британското владение Цейлон;
- 1903 г. – включени към колонията Сингапур;
- Ноември 1955 г. – дадени на Австралия;
- 6 април 1984 г. – след референдум, формално присъединяване към Австралия.

## Държавно устройство
Владение на Австралия – външна територия. Управляват се от австралийски администратор. Съвет на островите решава въпросите на местното самоуправление. Въоръжени сили няма.

## Икономика
Основна селскостопанска култура е кокосовата палма. Производство и износ на копра. Добре развит е риболовът.

## Забележителности
Национален парк Пулу, провъзгласен за такъв през 1995 г. Той е от интернационално значение най-вече заради многото видове неповторими птици – около 60. Заради чувствителните размножаващи се колонии от птици, достъпът до парка е контролиран от австралийската организация на парковете. Само ограничен брой посетители се допускат да влязат в парка придружавани от лицензиран туроператор и то при определени условия. В парка освен редки видове птици има и 99 вида корали, 610 вида мекотели, 198 вида ракообразни и 528 вида риби.